# Koprenarke
Koprenarke (znanstveno ime Cortinariaceae) so velika družina gliv iz redu listarjev (Agaricales).
Glive iz družine koprenark imajo trosovnico sestavljeno iz lističev, rjasto rjave trose in kopreno, ki se pri mladih gobah vleče od klobuka proti betu.
Ime je dobila po tipskem rodu koprenke (Cortinarius).

## Rodovi
- koprenarji (Calonarius)
- koprenke (Cortinarius)
- sluzarke (Phlegmacium)
- trebušarke (Thaxterogaster)